# Gérard Fauré
Pour les articles homonymes, voir Fauré.
Gérard Fauré, né en 1946 à Fès, au Maroc sous protectorat français, qui se présente comme étant un ancien trafiquant de cocaïne, est auteur d'essais complotistes.

## Biographie

### Jeunesse et famille
Gérard Fauré est né en 1946 à Fès au Maroc, alors protectorat de la France et de l'Espagne,. Il est le frère de Georges Fauré, né en 1945.

### Auteur complotiste
Dans ses ouvrages, il livre des allégations impliquant nombre de personnalités de la politique, de la magistrature, de la jet set et du show-biz, les accusant sans preuves de participer à des réseaux pédocriminels ou d'être des reptiliens.
Les individus évoqués ne sont la plupart du temps désignés que par leurs initiales mais parfois aussi nommés. Les accusations portées par Gérard Fauré ont trait à la pédocriminalité, à la traite d’enfants et à des meurtres et assassinats.  Il revendique  une proximité avec la Russie : « moi, je suis en contact avec la Russie, il paraît que Vladimir Poutine m’apprécie parce que je critique nos gouvernants ».

## Affaires judiciaires
Il est condamné en 2001 pour possession de drogue à un an de prison ferme.

## Publications
- Gérard Fauré et Laurent Still, Dossier secret, IS Edition / Ebook Edition / Kindle Edition, janvier 2016, 438 p. (ASIN B01AV16ZHY, présentation en ligne), « Fatale confiance : Royaume du Maroc : La vérité sur la mort de Mohammed V »
- Gérard Fauré, en collaboration avec Ange Peltereau, Dealer du Tout-Paris : Le fournisseur des stars parle, t. 1, Paris, Nouveau Monde Éditions, 2018, 224 p., en appendice : choix d’articles de journaux (ISBN 978-2-36942-728-5 et 2-36942-728-0, EAN 9782369427285, OCLC 1078356460, BNF 45610782, SUDOC 232506280, lire en ligne)
- Gérard Fauré, Le Prince de la coke : Dealer du Tout-Paris... la suite, t. 2, Paris, Nouveau monde, 2020, 224 p. (ISBN 978-2-38094-038-1 et 2-38094-038-X, EAN 9782380940381, lire en ligne)
- Gérard Fauré, L'éducation d'un voyou : Dealer du Tout-Paris... les débuts, t. 3, Paris, Nouveau monde, 2021, 304 p. (EAN 9782380941999, lire en ligne)